# 馬泰拉足球會
馬泰拉足球會（Matera Calcio S.r.l.）是一支位於意大利馬泰拉的職業足球會，目前於意大利足球丁级联赛角逐。

## 外部連結
- Official homepage